# Grantfork (Illinois)
Grantfork est un village du comté de Madison dans l'Illinois, aux États-Unis,. Il est situé à l'est du comté. Le village est incorporé le  8 mai 1886

## Démographie
Lors du recensement de 2010, le village comptait une population de 337 habitants. Elle est estimée, en 2016, à 328 habitants.

### Source de la traduction
- (en) Cet article est partiellement ou en totalité issu de l’article de Wikipédia en anglais intitulé « Grantfork, Illinois » (voir la liste des auteurs).